# AeroLogic
Az AeroLogic (IATA: 3S, ICAO: BOX, Hívójel: GERMAN CARGO) német teherszállító légitársaság, amelynek a székhelye Schkeuditzban található. A DHL és a Lufthansa Cargo vegyesvállalata, mely menetrend szerinti nemzetközi és hosszútávú áruszállító járatokat üzemeltet a Lipcse/Halle repülőtérről és a Frankfurti repülőtérről.

## Története
A vállalatot a DHL és a Lufthansa Cargo alapította 2007. szeptember 12-én. 2009 június 29-én kezdte meg a működését, miután május 12-én megérkezett a légitársaság első repülőgépe, egy Boeing 777 Freighter.

## Célállomások
A légitársaság minden héten hétfőtől péntekig főként Ázsiába repül, a DHL hálózatának részeként, míg a hétvégéken főleg az Egyesült Államokba repül, a Lufthansa Cargo nevében. Az AeroLogic a következő célállomásokat szolgálta ki 2013-ban:
| Ország                    | Város             | Repülőtér                                         | Megjegyzés     | Források |
| ------------------------- | ----------------- | ------------------------------------------------- | -------------- | -------- |
| Amerikai Egyesült Államok | Atlanta           | Hartsfield–Jackson nemzetközi repülőtér           |                |          |
| Amerikai Egyesült Államok | Chicago           | O’Hare nemzetközi repülőtér                       |                |          |
| Amerikai Egyesült Államok | Cincinnati        | Cincinnati/Northern Kentucky nemzetközi repülőtér |                |          |
| Amerikai Egyesült Államok | Dallas/Fort Worth | Dallas/Fort Worth nemzetközi repülőtér            |                |          |
| Amerikai Egyesült Államok | Houston           | George Bush interkontinentális repülőtér          |                |          |
| Amerikai Egyesült Államok | Los Angeles       | Los Angeles-i nemzetközi repülőtér                |                |          |
| Amerikai Egyesült Államok | New York          | John Fitzgerald Kennedy nemzetközi repülőtér      |                |          |
| Amerikai Egyesült Államok | Seattle           | Seattle–Tacoma nemzetközi repülőtér               |                |          |
| Bahrein                   | Manáma            | Bahreini nemzetközi repülőtér                     |                |          |
| Belgium                   | Brüsszel          | Brüsszeli repülőtér                               |                |          |
| Dél-Korea                 | Szöul             | Incshoni nemzetközi repülőtér                     |                |          |
| Egyesült Arab Emírségek   | Dubaj             | Dubaji nemzetközi repülőtér                       |                |          |
| Egyesült Királyság        | Nottingham        | East Midlands repülőtér                           |                |          |
| Hongkong                  | Hongkong          | Hongkongi nemzetközi repülőtér                    |                |          |
| India                     | Bengaluru         | Kempegauda nemzetközi repülőtér                   |                |          |
| India                     | Delhi             | Indira Gandhi nemzetközi repülőtér                |                |          |
| India                     | Mumbai            | Cshatrapati Sivádzsi nemzetközi repülőtér         |                |          |
| Japán                     | Tokió             | Narita nemzetközi repülőtér                       |                |          |
| Kanada                    | Toronto           | Toronto Pearson nemzetközi repülőtér              |                |          |
| Kína                      | Sanghaj           | Sanghaj-Putungi nemzetközi repülőtér              |                |          |
| Németország               | Frankfurt         | Frankfurti repülőtér                              | Bázisrepülőtér |          |
| Németország               | Köln/Bonn         | Köln–Bonn repülőtér                               |                |          |
| Németország               | Lipcse/Halle      | Lipcse/Halle repülőtér                            | Bázisrepülőtér |          |
| Norvégia                  | Stavanger         | Stavangeri repülőtér                              |                |          |
| Szingapúr                 | Szingapúr         | Szingapúr-Changi repülőtér                        |                |          |
| Thaiföld                  | Bangkok           | Szuvarnabhumi nemzetközi repülőtér                |                |          |
| Üzbegisztán               | Taskent           | Islom Karimov Taskent nemzetközi repülőtér        |                |          |
| Vietnám                   | Ho Si Minh-város  | Tân Sơn Nhất nemzetközi repülőtér                 |                |          |

## Flotta
2022 augusztusában az AeroLogic flottája a következő repülőgépekből állt:

## Fordítás
Ez a szócikk részben vagy egészben  az   AeroLogic című angol Wikipédia-szócikk ezen változatának fordításán alapul.  Az eredeti cikk szerkesztőit annak laptörténete sorolja fel. Ez a jelzés csupán a megfogalmazás eredetét és a szerzői jogokat jelzi, nem szolgál a cikkben szereplő információk forrásmegjelöléseként.